# 6Q0B44E
6Q0B44E, a volte abbreviato in B44E, è un piccolo oggetto, probabilmente un detrito spaziale, dal novembre 2018 in orbita attorno alla Terra oltre l'orbita della Luna.
6Q0B44E è stato osservato per la prima volta dai ricercatori del Catalina Sky Survey presso il Lunar and Planetary Laboratory dell'Università dell'Arizona il 28 Agosto 2006. L'avvistamento è stato confermato il giorno successivo dalle osservazioni del Siding Spring Survey e del Table Mountain Observatory.

## Proprietà
L'oggetto misura solo pochi metri ed è stato classificato provvisoriamente come artificiale. 6Q0B44E orbita attorno alla Terra tra 585 000 e 983 000 km, ovvero da 2 a 3  volte la distanza dell'orbita della Luna, con un periodo orbitale di 80 giorni. La sua densità è stata stimata intorno a 15 kg/m³, troppo basso per una roccia naturale e paragonabile a quello previsto per un serbatoio vuoto.
6Q0B44E è stato individuato nel momento in cui era più luminoso, alla 19ª magnitudine. Quando l'oggetto si allontana dalla Terra, la sua luminosità scende in un ciclo di sei mesi fino al 28ª magnitudo, il cui studio è fortemente limitante a causa della sua composizione.
Le effemeridi calcolate dalle osservazioni suggeriscono che 6Q0B44E è probabilmente entrato nel sistema Terra-Luna tra il 2001 ed il 2003, sebbene possa essere arrivato anche un decennio prima. Le somiglianze tra la scoperta di 6Q0B44E e di J002E3, che ora possa essere parte del razzo Apollo 12, hanno portato alcuni astronomi a ipotizzare che 6Q0B44E possa essere un'altra reliquia dell'esplorazione spaziale umana tornata in orbita terrestre. Tuttavia, nessuna missione spaziale è stata identificata come fonte di 6Q0B44E.